# Jaime Francisco de Cardona i de Aragón
Pour les articles homonymes, voir Cardona (homonymie).
Pour les autres membres de la famille, voir Famille Folch de Cardon.
Jaime Francisco de Cardona i de Aragón (né à Urgell, en Espagne, vers 1405, et mort au château de Cervera le 1er décembre 1466) est un cardinal espagnol du XVe siècle. Sa mère est une arrière-petite-fille du roi Jacques II d'Aragon.

## Repères biographiques
De Cardona i de Aragón est chanoine et archidiacre à Barcelone, administrateur perpétuel de l'abbaye de Santa María à Solsona et président de la Generalitat de Catalogne. En 1445 il est nommé évêque de Vic. Il est référendaire pontifical du pape Nicolas V. En 1549 il est transféré au diocèse de Gérone et en 1461 à Urgell.
Le pape Pie II le crée cardinal lors du consistoire du 18 décembre 1461. Le cardinal Cordona ne participe pas au conclave de 1464 (élection de Paul II).